# Кемень, Габор
Габор Кемень (венг. Kemény Gábor; 14 декабря 1910, Будапешт — 19 марта 1946, Будапешт) — политический деятель, офицер, министр иностранных дел при правительстве Салаши.

## История
Родился Габор 14 декабря 1910 года в баронской ветви рода Кемени из Мадьяргьерёмоностора.
Он получил степень доктора права в Будапеште и сдал экзамен по государственному управлению. Работал сельским мировым судьей (в деревне Мор), позже — главным мировым судьей округа Фехер, затем стал внештатным корреспондентом Pesti Hírlap, а впоследствии писал статьи для крайне правых газет. В 1936 году ему пришлось начать судебный процесс против некоторых членов ультраправой партии «Скрещенные стрелы», и именно тогда он впервые встретился с Ференцем Салаши. В 1939 году он вступил в движение «Скрещенные стрелы», а с сентября 1941 года, по приказу Ференца Салаши, возглавил внешнеполитический отдел партии. В 1940 году он провёл несколько месяцев в тюрьме за повреждение печатного станка, а затем год служил офицером в венгерской армии. В 1943 году на балу он познакомился с австро-итальянской дворянкой (Эржебет Фукс), на которой женился в том же году, и у них родился сын.
После немецкой оккупации (19 марта 1944 года) он провел ряд переговоров с нацистскими агентами о захвате страны организацией «Скрещенные стрелы». Он сообщил немцам о решении Королевского совета запросить у союзников перемирие (11 сентября 1944 года). После переворота он стал министром иностранных дел в правительстве Салаши (16 октября 1944 г. — 27 марта 1945 г.); именно он пресекал дипломатические протесты против режима террора. По просьбе Салаши (и его жены) он согласился на использование шведских и швейцарских документов о предоставлении убежища. В декабре он посетил Гитлера вместе с Салаши; он распорядился перевести Министерство иностранных дел в Германию. Последний раз он присутствовал на дипломатической встрече в Хорватии, где ему был вручен орден «За заслуги» ордена короля Звонимира.
После войны американцы схватили его и выдали как военного преступника. Будучи главным военным преступником, он был приговорён к смертной казни через повешение на процессе Салаши. Несмотря на рекомендацию о помиловании, суд во главе с Белой Бойтой отклонил его прошение о помиловании, и 19 марта 1946 года он был повешен вместе с Шандором Ся и Йенё Сёллёши.